# 白鳥るり
白鳥 るり（しらとり るり、1980年12月24日 - ）は、日本のAV女優。

## 略歴
2004年にAVデビュー。主に痴女・レズものを中心に活躍するお姉さん系の企画女優。熟女ものや人妻ものも多く、元バレリーナの経歴を持つことから出演作品では体の柔らかさなどを活かしている。
2005年1月8日に新宿ロフトプラスワンで行われた『アタッカーズ祭り2005 今年も犯ります』の第2部に、上原留華、藍山みなみ、椎名実果と出演した。

## 出演作品
2004年
- 僕の綺麗なお姉さんになってください。2（3月10日、ドグマ）
- 唾液★痴女 [誘惑ヨダレディ]（4月3日、ドリームチケット）他出演:沢村りこ、常夏みかん
- 猥褻セレブ [手に負えないスケベ]（4月29日、ドリームチケット）他出演:浅見怜、今井さくら
- エロチックバレリーナ2（5月20日、ヒビノ）共演:大森りり
- 素人娘 AV女優にデビュー! 3（6月18日、ケイ・エム・プロデュース）オムニバス作品
- 軟体っ子　魅惑のi字バランス（6月25日、アロマ企画）共演:柿本彩菜
- 私は痴女 4時間DX 6（6月25日、クリスタル映像）オムニバス作品
- お姉さんがしてあげる（6月26日、レイディックス）
- 淫魔CINEMASHOW2 淫魔収容所（7月8日、アタッカーズ）共演:桜田さくら、藍山みなみ、紫彩乃
- アロマ企画 電マ責め 参　〜まん汁枯れるまで…〜（7月9日、アロマ企画）他出演:中野千夏
- 眼鏡の女 4（7月23日、アロマ企画）他出演:鳥越乃亜（現・乃亜） 他
- レズスポーツシリーズ第2弾　涼華学園　女子水泳部（8月5日、ディープス）共演:響乃えみる、吉沢ミズキ、緒川さら
- 淫らなお姉さんは好きですか11（8月12日、クリスタル映像）他出演:太田夏穂、木村沙恵、宮本みのり、桃井澪、矢吹まい
- イイ女に犯されたい! 2（8月20日、うまなみ。(ケイ・エム・プロデュース)）他出演:三上翔子、高野まりえ、中野千夏、麻野まりな、浅見怜、桜田さくら
- 浅草ローズ（8月20日、ジェイモデル）共演:小泉まな
- 龍縛 ザ ドキュメント 「M調教」（9月8日、アタッカーズ）
- アナルレズエステ 2（9月9日、ディープス）共演:望月加奈、鶴瀬愛美
- 奥さまはマゾ（9月15日、マドンナ）
- 淫乱OL発情日記 2（9月17日、うまなみ。（ケイ・エム・プロデュース））共演:浅見怜、他出演:三上翔子、みずなあんり、長谷川ゆい、高野まりえ、三好恵理
- GREATEST HITS GALS BEST20 4時間スペシャル（9月24日、クリスタル映像）オムニバス作品
- 女探偵　アナル凌辱事件簿 2 －指令、指令、監禁令嬢ヲ救出セヨ（10月8日、アタッカーズ）共演:筒見友
- 美しき痴女　変態さんは眼が違うよ、眼が（10月11日、アテナ映像）他出演:西条麗、松沢真理（望月加奈）
- 淫謀痴女大統領　痴女集団による女性上位の男根統治（11月1日、MOODYZ）共演:南波杏、長谷川いずみ、立花里子、滝沢レイナ、楓アイル
- 手コキクリニックスペシャル（12月4日、SODクリエイト）共演:木村沙恵、西村ともか、森村菜々美、看護学生の皆様、森田りこ
- 集団痴女ナース 完全版（12月17日、ケイ・エム・プロデュース）共演:三上翔子、今野由愛、ビクトリア 他
- イイ女狩り5（12月24日、うまなみ。（ケイ・エム・プロデュース））共演:三上翔子、他出演:朝比奈りり子、友田真希、大和るか、柚月ひかる、木村沙恵

2005年
- 黒人レイプ×レズ凌辱記 記憶の封淫 －女流作家 礼子－（1月8日、アタッカーズ）共演:憂木瞳
- ナイスボディお姉さん（1月21日、クリスタル映像）オムニバス作品
- もしもこんな痴女がいたら…。4（1月28日、うまなみ。（ケイ・エム・プロデュース））他出演:三上翔子、宮地奈々、川村千夏、RIRICO、芽菜、友田真希
- お姉さんが犯してあげる 5 18連発!!（1月21日、クリスタル映像）オムニバス作品
- 女子校生監禁凌辱 鬼畜輪姦50（4月8日、アタッカーズ）共演:上原留華、牧瀬悠、飛室イヴ
- おんなのこのおなにー 7（5月19日、ディープス）他出演:日向あみ、小倉杏、響乃えみる、松下可憐、松本恵美、宝生いずみ、綾瀬ルリ、笠木忍、吉沢ミズキ、大森りり、天衣みつ、月乃あずみ
- 私は痴女 3時間DX 同体痴力!!淫導無用!!（5月20日、クリスタル映像）他出演:稲葉りお、恋水りのあ、海老原しのぶ
- 絶頂レズライブ 4時間（5月27日、ケイ・エム・プロデュース）共演:nao.、友田真希、グロリア、香山聖
- Rr [アール]（6月7日、アタッカーズ）共演:上原留華、一色れな
- ぶた鼻 3PレズSEX（6月10日、アロマ企画）共演:松岡理穂、舞乃るあ
- 生贄バレリーナ 暴虐のレッスン（6月24日、シネマジック）共演:天使美樹
- 女房の友達 魔性の乳房（9月25日、アロマ企画）共演:日向ゆみ
- 女囚アマゾネス ひん剥かれた美女軍団（9月27日、マックス・エー）共演:立花里子、三上翔子、藍山みなみ
- 愛液にまみれた女の事件簿（9月27日、マックス・エー）共演:麻美ゆうか
- 女金融取立屋! 涙のレズ返済 5（10月20日、ディープス）共演:安原真美、岡本あい
- Body Junkie（11月25日、笠倉出版社）共演:華純
- うまなみ。プレゼンツ12 淫乱OL4時間（11月25日、おかず。(ケイ・エム・プロデュース)）うまなみ作品『淫乱OL発情日記』のセルDVD化作品、他出演:藤森かおり、立花里子、若月樹里、芹華、西村あみ、長谷川美紅、夕凪ななか 他
- うまなみ。プレゼンツ13 イイ女狩り4時間 2（12月16日、おかず。(ケイ・エム・プロデュース)）共演:三上翔子 うまなみ作品『イイ女狩り2』のセルDVD化作品、他出演:藤森かおり、立花里子、若月樹里、芹華、西村あみ、長谷川美紅、夕凪ななか 他
- 24人のカリスマアイドル5（12月16日、ケイ・エム・プロデュース）オムニバス作品
- うまなみプレゼンツ12 もしもこんな痴女がいたら…。4時間（12月23日、おかず。(ケイ・エム・プロデュース)）うまなみ。作品『もしもこんな痴女がいたら…。4』のセルDVD化作品、他出演:小池ひとみ、姫島瑠梨香、楓（YOKO）、柊杏奈、小林かすみ、綾野みゆき、東宮寺さやか　他

2006年
- うわさの未亡人スナック（1月20日、アレックス）他出演:葉山遥子、眞雪ゆん
- 人妻いじめんせつ（1月25日、ネクストイレブン）他出演:笠木あやか 他
- 人妻ストリップ 巨乳くびれ腰 あぁ、麗しの団地妻（3月24日、マックス・エー）他出演:森下理音、菜月レオン、海老原しのぶ
- 美しき痴女 あら、ガマン汁…いいのよ体中ナメてあげる（3月28日、アテナ映像）他出演:結衣、望月加奈
- 人妻はソレをガマンできない（4月28日、マックス・エー）他出演:酒井ちなみ、森下理音、南ちづる、麻倉みお、玉置マリア、白川なつみ
- 元N●Kアナウンサー ほのか優 パニック涙目実況中継（6月7日、アタッカーズ）共演:ほのか優、桜一菜、上原留華
- 大人の女の下心 遊戯（7月25日、マックス・エー）オムニバス作品
- 裏いじり3時間（7月25日、サイド・ビー制作室）他出演:井川ななこ、立花瞳、菜月レオン、立花里子、三上翔子、大崎めぐみ ※総集編?
- 大人の女の下心 遊戯（7月25日、マックス・エー）他出演:鈴木美帆、海老原しのぶ、白川なつみ、坂下れい
- 大奥 蕾の乱 明日への契り（8月17日（R-15） / 8月31日（R-18）、マックス・エー）共演:みひろ、吉沢明歩、みずなあんり、しのざきさとみ、華沢レモン、風間恭子、海老原しのぶ、宮地奈々
- 日替わり妻 一週間（8月18日、クリスタル映像）オムニバス作品
- 縄悦・7 白鳥るり（8月26日、アヴァ）
- NEXT M GENERATION（9月7日、アタッカーズ）
- スーパーGスポットSP VOL.27（9月9日、クリスタル映像）オムニバス作品 他出演:滝沢リボン、深津映見、七瀬りか、川嶋あみ、辻あずさ
- SEXと犯罪と肉欲女（9月22日、マックス・エー）他出演:麻実ゆうか、南ちづる、萩原めぐ、井川ななこ
- うまなみ。プレゼンツ21 綺麗なお姉さんに犯されたい!4時間（9月29日、おかず。(ケイ・エム・プロデュース)）うまなみ。作品『イイ女に犯されたい!2』のセルDVD化作品、他出演:藤森エレナ、緒川さら、滝沢あや、川村美咲 他
- Shall we sex ?（10月25日、ネクストイレブン）共演:赤坂ルナ、美波志保、野宮凛子、友崎亜希、小林みゆき、相澤さゆり、柚原まこと、南原香織、星沢マリ
- 蛇縛の拷問折檻7 闇に取り憑かれた家族…（11月7日、アタッカーズ）共演:紫彩乃、上原留華
- 裏大奥 崎山の乱 忍び寄る陰謀（12月29日、マックス・エー）他出演:紫彩乃、みずなあんり、海老原しのぶ、宮地奈々

2007年
- バーチャルオナニー 白鳥るり（9月15日 ルビー）
- 超極上ボディー挿入狂い（9月15日 ルビー）他出演:長谷川なあみ
- 女優乱入 ヤリまくり素人大乱交（9月15日 ルビー）共演:藤井彩
- 美人お姉系は絶対美尻!!!（9月15日 ルビー）共演:藤井彩
- SM淫獣図鑑 7（9月28日 アヴァ）

2008年
- 夫婦交換 妻がやっている部屋/夫がやっている部屋（2月25日、FAプロ）他出演:瀬名涼子、小池絵美子、中山水穂